# Jarillas, Aguascalientes
Jarillas är en ort i Mexiko.   Den ligger i kommunen Asientos och delstaten Aguascalientes, i den centrala delen av landet, 400 km nordväst om huvudstaden Mexico City. Jarillas ligger 2 047 meter över havet och antalet invånare är 1 041.
Terrängen runt Jarillas är platt åt nordost, men åt sydväst är den kuperad. Runt Jarillas är det ganska tätbefolkat, med 86 invånare per kvadratkilometer. Närmaste större samhälle är Loreto, 8,1 km öster om Jarillas. Omgivningarna runt Jarillas är i huvudsak ett öppet busklandskap.